# Cordas de Bethe
As cadeias ou cordas de bethe são excitações de spins de elétrons fortemente ligados em sistemas unidimensionais de spin quântico. Esses estados quânticos de rotação são nomeados em homenagem ao físico Hans Bethe, que os descreveu teoricamente em 1931.
Nesse tipo de sistema, existe uma cadeia unidimensional de átomos em posições fixas que carregam um spin de elétrons S = ½. Os estados de "cadeia" de muitos corpos correspondem a excitações de rotações mecânicas quânticas acopladas, ou seja, momentos de auto-rotação magnética dos elétrons que estão fortemente ligados entre si e podem se mover quase livremente na cadeia unidimensional.

## Detecção experimental
Em 1931, os estados das cordas de Bethe não puderam ser observados sob condições experimentais normais porque são instáveis e obscurecidos por outras características do sistema. No entanto, em 2020, os pesquisadores isolam as cordas aplicando um campo magnético. Eles usaram experimentos de dispersão de nêutrons em várias instalações de nêutrons, incluindo o eletroímã exclusivo de alto campo do BER II no HZB. O físico HZB foi capaz de identificar e caracterizar experimentalmente as seqüências de Bethe em um sólido real, cristais de SrCo2V2O8, que é um antiferromagnet unidimensional do sistema modelo.